# يان ماير
جان ماير (بالهولندية: Jan Meijer)‏ هو عداء سريع هولندي، ولد في 8 يونيو 1921 في أمستردام في هولندا، وتوفي بنفس المكان في 21 أكتوبر 1993.

## سجل المنافسات
| العام            | المسابقة                       | المكان           | المركز           | حدث              | ملاحظة           |
| ممثلًا لــ هولندا | ممثلًا لــ هولندا               | ممثلًا لــ هولندا | ممثلًا لــ هولندا | ممثلًا لــ هولندا | ممثلًا لــ هولندا |
| ---------------- | ------------------------------ | ---------------- | ---------------- | ---------------- | ---------------- |
| 1948             | الألعاب الأولمبية الصيفية 1948 | لندن             | الثالث           | 100 م            |                  |

## وصلات خارجية
- جان ماير على موقع أوليمبيديا (الإنجليزية)